# Collegiata dei Santi Martino e Leonardo
La collegiata dei Santi Martino e Leonardo, più comunemente nota come collegiata di San Martino, è un edificio sacro che si trova in piazza della Collegiata a Foiano della Chiana, in provincia di Arezzo e diocesi di Arezzo-Cortona-Sansepolcro.

## Descrizione

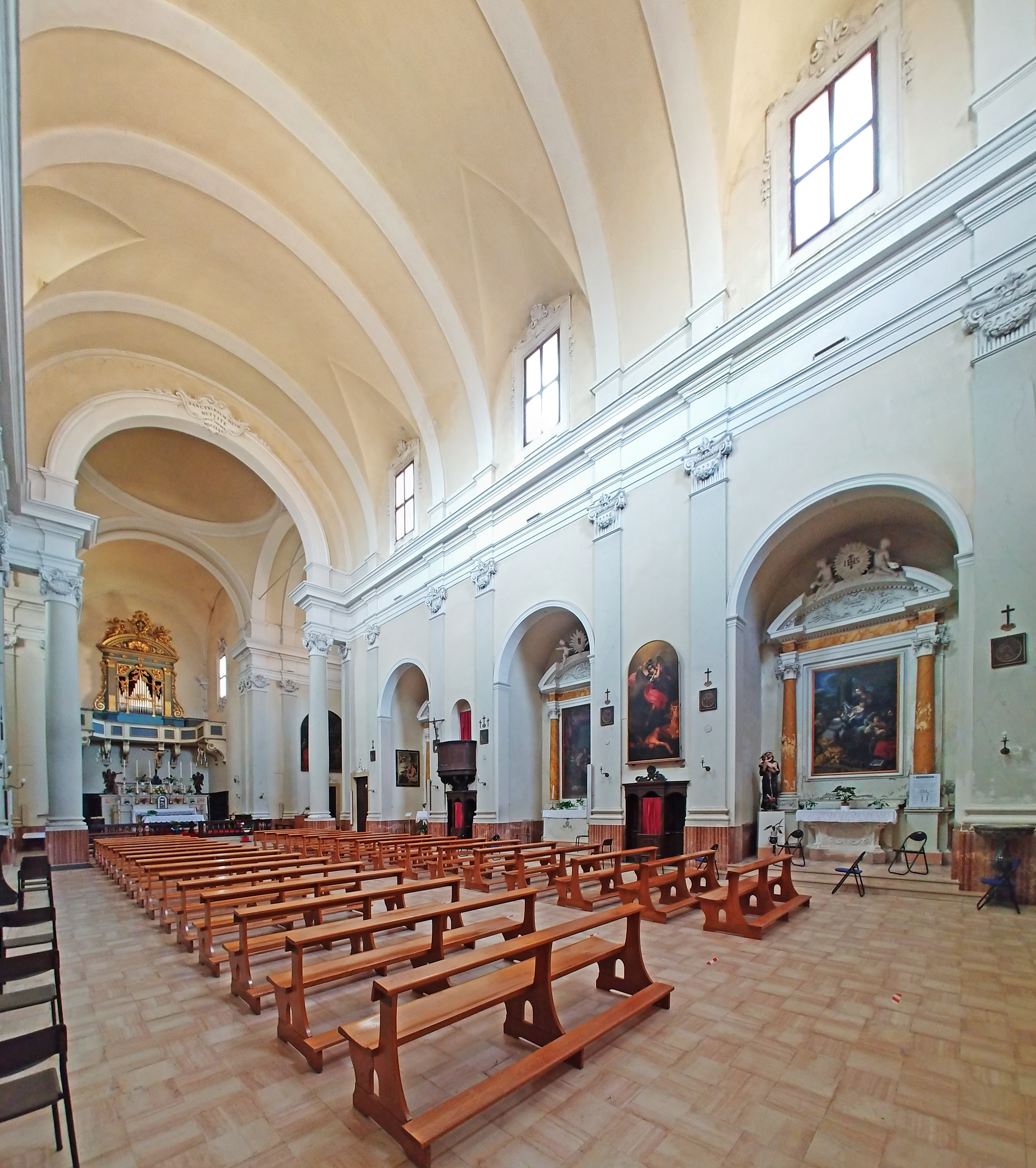
Interno

Sul sito di una preesistente chiesa intitolata a San Leonardo, abbattuta nel 1513, nel secondo decennio del XVI secolo fu iniziata la costruzione di una chiesa che doveva sostituire la pieve di San Martino che sorgeva fuori dalle mura, troppo lontano dalla città ed in luogo paludoso presso l'attuale cimitero, la cui costruzione ne decretò la definitiva scomparsa nel 1783. Nonostante la nuova chiesa fosse già in costruzione, la vecchia pieve nel 1514 fu elevata a collegiata, titolo che passò alla nuova chiesa nel 1563, quando essa fu terminata, insieme alla dedicazione della chiesa preesistente. 
L'attuale collegiata è però frutto della ricostruzione intrapresa nel 1765 dall'allora arciprete Luigi Granati e terminata praticamente nel 1773, quando essa iniziò ad essere officiata, sebbene l'inaugurazione ufficiale avvenisse solo nel 1796, come testimoniato anche dalla lapide sopra il portale di ingresso. 
L'edificio sacro presenta una facciata in semplice laterizio, di evidente sviluppo ascensionale. L'interno è ad unica navata affiancata da sei cappelle, con copertura a botte. Sul corpo longitudinale si innesta un transetto voltato a botte nei bracci e marcato da una cupola al loro incrocio. 
La chiesa conserva diverse opere d'arte, alcune dell'inizio del XVI secolo, provenienti dalla pieve vecchia o commissionate appositamente per la nuova, altre aggiunte tra Seicento e Settecento: al primo altare destro è il secentesco Matrimonio mistico di Santa Caterina d'Alessandria di Salvi Castellucci, al secondo è invece collocata una pala d'altare in terracotta invetriata con la Madonna della Cintola con san Tommaso e san Leonardo, attribuita ad Andrea Della Robbia, datata 1502 e quindi proveniente dalla pieve vecchia. All'altare del transetto sinistro è posta un'interessante cinquecentesca Madonna della Misericordia, ancora anonima. Al secondo altare a sinistra è l'Incoronazione della Vergine con angeli e santi di Luca Signorelli e aiuti (1523), considerata la sua ultima opera, e al di sopra la Crocifissione con la Vergine, san Giovanni Evangelista, santa Maria Maddalena, san Benedetto e un angelo firmato da Orazio Porta e riportante il nome del committente Gabriele Amerighi.